# Kōichi Tanaka

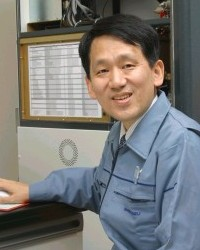
Koichi Tanaka (2003)

Kōichi Tanaka (japanisch 田中 耕一, Tanaka Kōichi; * 3. August 1959 in Toyama, Präfektur Toyama) ist ein japanischer Elektroingenieur. Er verbesserte die Technik für Massenspektrometer und ermöglichte deren Anwendung auf große Moleküle wie Proteine.

## Leben und Wirken
Kōichi Tanaka studierte an der ingenieurwissenschaftlichen Fakultät der Tōhoku-Universität und trat nach seinem Bachelor-Abschluss in Elektrotechnik 1983 in das Unternehmen Shimadzu ein, die Massenspektrometer herstellte.
Mitte der 1980er Jahre gelang ihm ein Durchbruch in der Massenspektrometrie. Um mit Lasern Moleküle und deren Bruchstücke der Massenspektrometrie zugänglich zu machen, werden diese beim Verfahren der Soft Laser Desorption (SLD) nach Tanaka in eine Matrix mit Molekülen eingebettet, die die Lasereinwirkung auf andere Moleküle übertragen. Koichi benutzte eine Matrix mit feinen Kobaltteilchen in Glycerin. Damit konnte er Moleküle (wie Proteine) mit bis dahin unvorstellbarer Molekülmasse den Massenspektrometern zugänglich machen. Würde man auf diese direkt Laserlicht wirken lassen, würden sie dabei zerbrochen oder auf andere Weise gestört. Er stellte seinen Patentantrag 1985 und machte die Technik 1987 auf einer Konferenz öffentlich bekannt.
Zusammen mit John B. Fenn und Kurt Wüthrich wurde ihm im Jahr 2002 der Nobelpreis für Chemie verliehen. Es gab Kritik an der Auswahl von Tanaka für den Nobelpreis, da eine ähnliche Technik von den deutschen Wissenschaftlern Franz Hillenkamp und Michael Karas 1985 entwickelt wurde: MALDI, die heute weite Verbreitung gefunden hat, insbesondere in Verbindung mit Flugzeit-Massenspektrometrie (MALDI-TOF). Sie benutzt kleine organische Moleküle wie die Aminosäure Tryptophan in der Matrix. Tanaka war aber der Erste, der die Technik auf Proteine anwandte.
Im selben Jahr wurde Tanaka als Person mit besonderen kulturellen Verdiensten geehrt und wurde darüber hinaus mit dem japanischen Kulturorden ausgezeichnet. Er erhielt den Ehrendoktor der Universität Tohoku und 1989 erhielt er den Preis der japanischen Gesellschaft für Massenspektrometrie und 2003 einen Spezialpreis derselben Gesellschaft. 2006 wurde er Mitglied der Japan Academy.
2009 wurde er Gastprofessor an der medizinischen Fakultät der Universität Tokio.